# Hibbertia wagapii
Hibbertia wagapii är en tvåhjärtbladig växtart som beskrevs av Ernest Friedrich Gilg. Hibbertia wagapii ingår i släktet Hibbertia och familjen Dilleniaceae. Inga underarter finns listade i Catalogue of Life.